# Blepharoneuron shepherdii
Blepharoneuron shepherdii är en gräsart som först beskrevs av George Vasey, och fick sitt nu gällande namn av Paul M. Peterson och Annable. Blepharoneuron shepherdii ingår i släktet Blepharoneuron och familjen gräs. Inga underarter finns listade i Catalogue of Life.